# Akitsu Maru
El Akitsu Maru (あきつ丸?) fue un portaaviones de escolta operado por el Ejército Imperial Japonés. Junto a su gemelo Nigitsu Maru pueden ser considerados los primeros equivalentes a los actuales buques de asalto anfibio, dada su capacidad de transportar tanto aviones como hasta 20 lanchas de desembarco.

## Construcción
Originalmente se trataba de un buque de pasajeros, pero tras ser requisado por el Ejército antes de su conclusión, experimentó una serie de modificaciones. Se le añadió una cubierta de vuelo, dotada de un ascensor sobre la cubierta principal. Dada la inexistencia de hangar, los aviones eran almacenados bajo la cubierta de vuelo. Al no contar con un sistema de retención, los aparatos podían despegar normalmente, pero no volver al portaaviones, lo que limitaba su operatividad. 
No se trataba de un simple transporte de aviones, dado que éstos podían ser desplegados desde el mismo buque, pero la imposibilidad de recuperarlos limitaba su cometido a mero proveedor de apoyo aéreo a operaciones de desembarco; los pilotos debían aterrizar en un aeródromo capturado, o abandonar sus aparatos. Sin embargo, sí podía operar normalmente con autogiros.

## Historial operativo

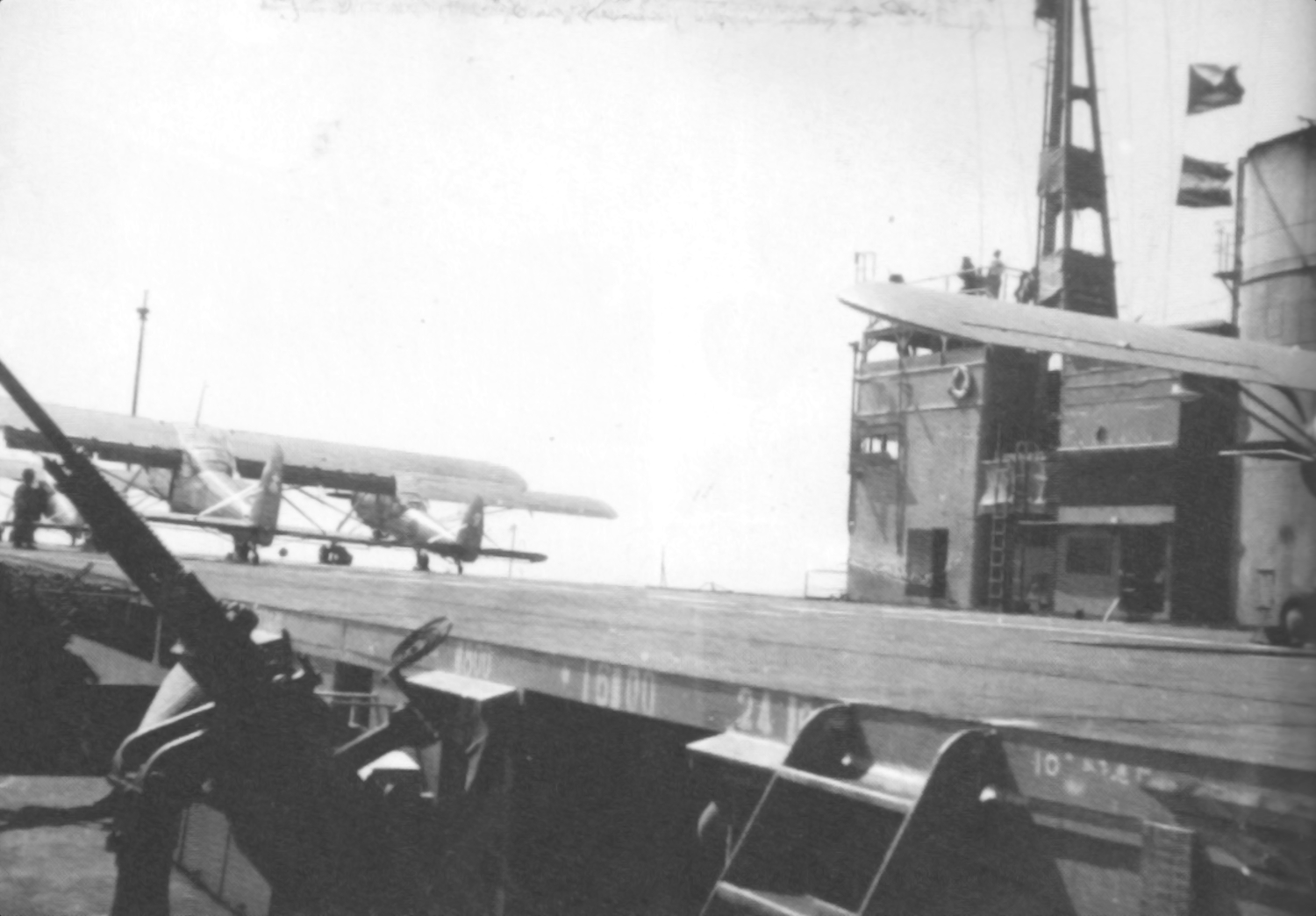
La cubierta del Akitsu Maru con aviones Kokusai Ki-76.

El jueves 18 de noviembre de 1943, escoltado por el Tomozuru, fue torpedeado a la entrada de la Bahía de Manila por el submarino estadounidense Crevalle (SS-291).  El Crevalle informó incorrectamente del hundimiento del Akitsu Maru, que fue nuevamente atacado y esta vez hundido por el submarino Queenfish (SS-393) casi un año después, el 15 de noviembre de 1944.